# Tlogorejo (Temanggung)
Tlogorejo is een bestuurslaag in het regentschap Temanggung van de provincie Midden-Java, Indonesië. Tlogorejo telt 2789 inwoners (volkstelling 2010).